# Évêché de Nysse
Pour les mots proches, voir Nyssa et Nysa.
La « Nysse » de Grégoire est aujourd'hui disparue. Des archéologues autrichiens ont retrouvé sa trace près du village de Harmandali en Turquie. Elle reste cependant souvent considérée comme étant la ville actuelle de Nevşehir.
Ne pas confondre la ville de Nysse (en Cappadoce, Asie Mineure, actuelle Turquie) dont Grégoire de Nysse fut évêque au IVe siècle apr. J.-C. avec d'autres noms comme…
- Nysa autre site de l'Asie Mineure, dans la vallée du Méandre
- Nicée autre ville d'Asie Mineure où se déroula notamment le premier concile de Nicée en 325
- Nice France, Alpes-Maritimes